# Manoir de Verdigné
Le manoir de Vedigné, également connu sous le nom de « La Grande Maison », est un édifice construit à la fin du XVIe siècle, localisé sur la commune d'Avesnes-en-Saosnois dans le département de la Sarthe.

## Localisation
| - OpenStreetMap Géolocalisation du manoir de Verdigné. |

Le manoir de Verdigné est localisé à Avesnes-en-Saosnois, commune appartenant à l'arrondissement de Mamers, département de la Sarthe, en région Pays de la Loire.
Plus précisément, la demeure seigneuriale d'Avesnes-en-Saosnois trouve son emplacement à environ 20  minutes de marche à travers champs au Nord-Est du bourg de Peray, dont elle était, à l'époque de son occupation, dépendante de la châtellenie de Peray.

## Histoire
Les guerres de religion ont laissé une empreinte significative dans l'histoire du manoir. Le manoir est construit vers la fin du XVIe siècle sur commandite d'Yves Tragin alors seigneur du Plessis d'Avesnes,. Selon le service d'inventaire général des monuments historiques, la demeure a été érigée en 1581. Néanmoins, en raison du style architectural de ces éléments d'huisserie, le manoir de Verdigné aurait été probablement construit postérieurement à 1590. Les terres de Verdigné, implantées dans la paroisse d'Avesnes, relèvent alors de la châtellenie de Peray.
Le manoir fait l'objet d'une inscription au titre des monuments historiques par arrêté du 23 décembre 1997.

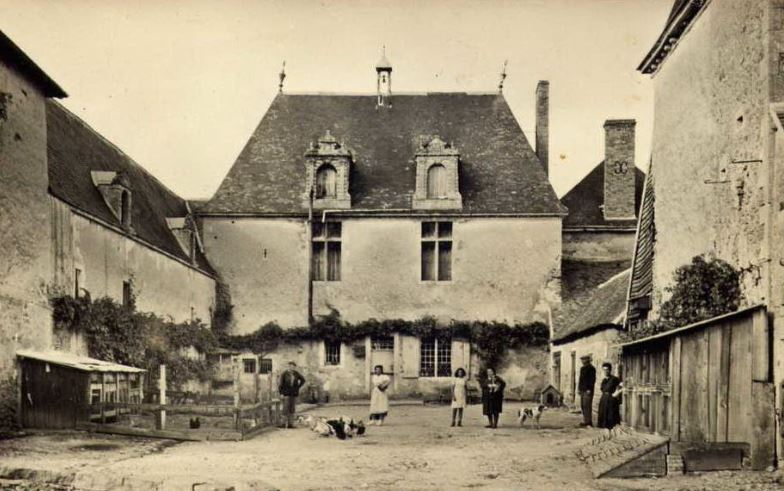
Le corps de logis (photographie ancienne).

## Description et architecture
Ce manoir a été édifié selon les principes élaborés par l'architecte Philibert Delorme,. Le corps de logis est flanqué de « pavillons de plan bastionnés ». Un escalier est aménagé sur l'une de ses façades. Les structures constituant le logement sont précédées d'une cour intérieure entourée de trois bâtiments. Bien que l'ensemble de ses bâtiments puisse s'apparenter à une demeure de « plaisance », l'enceinte du manoir, aménagée de 4 pavillons sur chacun de ses angles, relève d'une muraille fortifiée. Ces pavillons disposent d'ouverture destinés à la sortie de bouches à feu (canon, pièce d'artillerie). L'ensemble, délimité par d'imposants fossés latéraux, confirme que le manoir est destiné à servir de « place forte ».
Sur l'un de ses côtés, le corps de logis est flanqué d'une aile, ceinturée par des fossés d'enceinte, ayant possiblement fait office de lieu destiné à la pratique du jeu de paume. Néanmoins, en raison de la hauteur de son plafonnement, plutôt basse, cette fonction ne peut être absolument confirmée.

## Mise en valeur
Charles et Philippe Gagnot, les propriétaires actuels, travaillent à la restauration de ce bâtiment dans le respect de son architecture d'origine.

Manoir de Verdigné - détails architecturaux
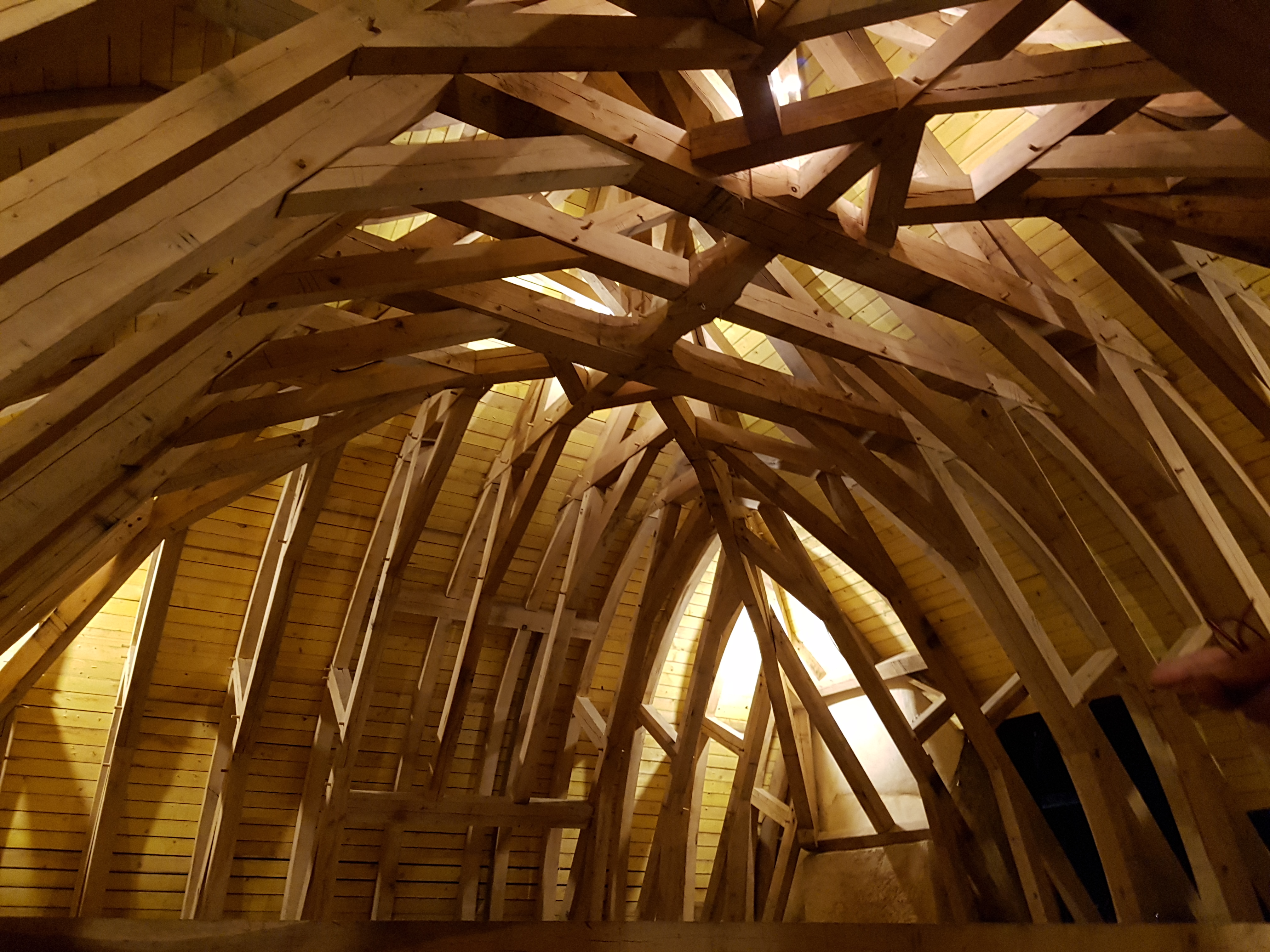
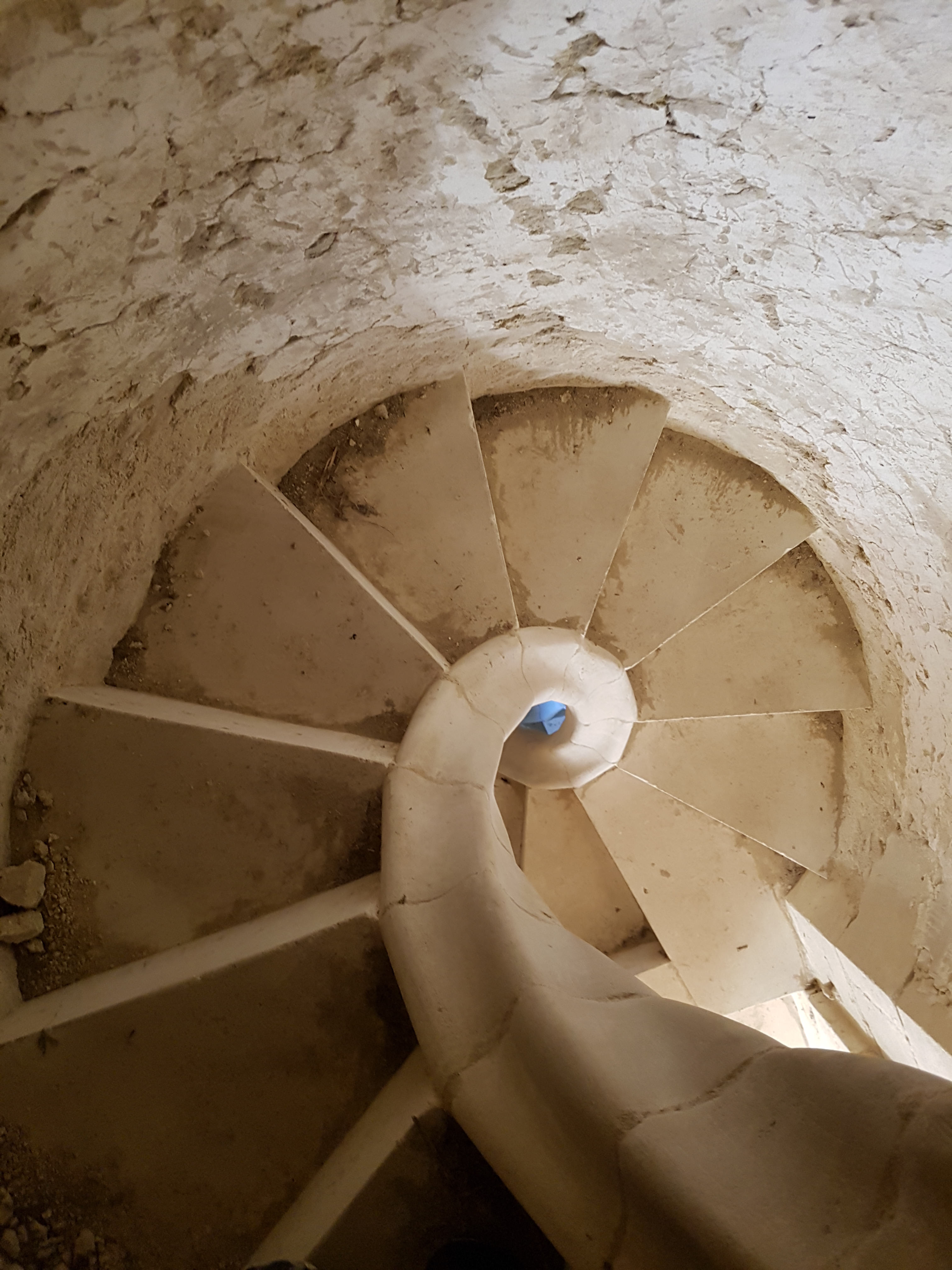
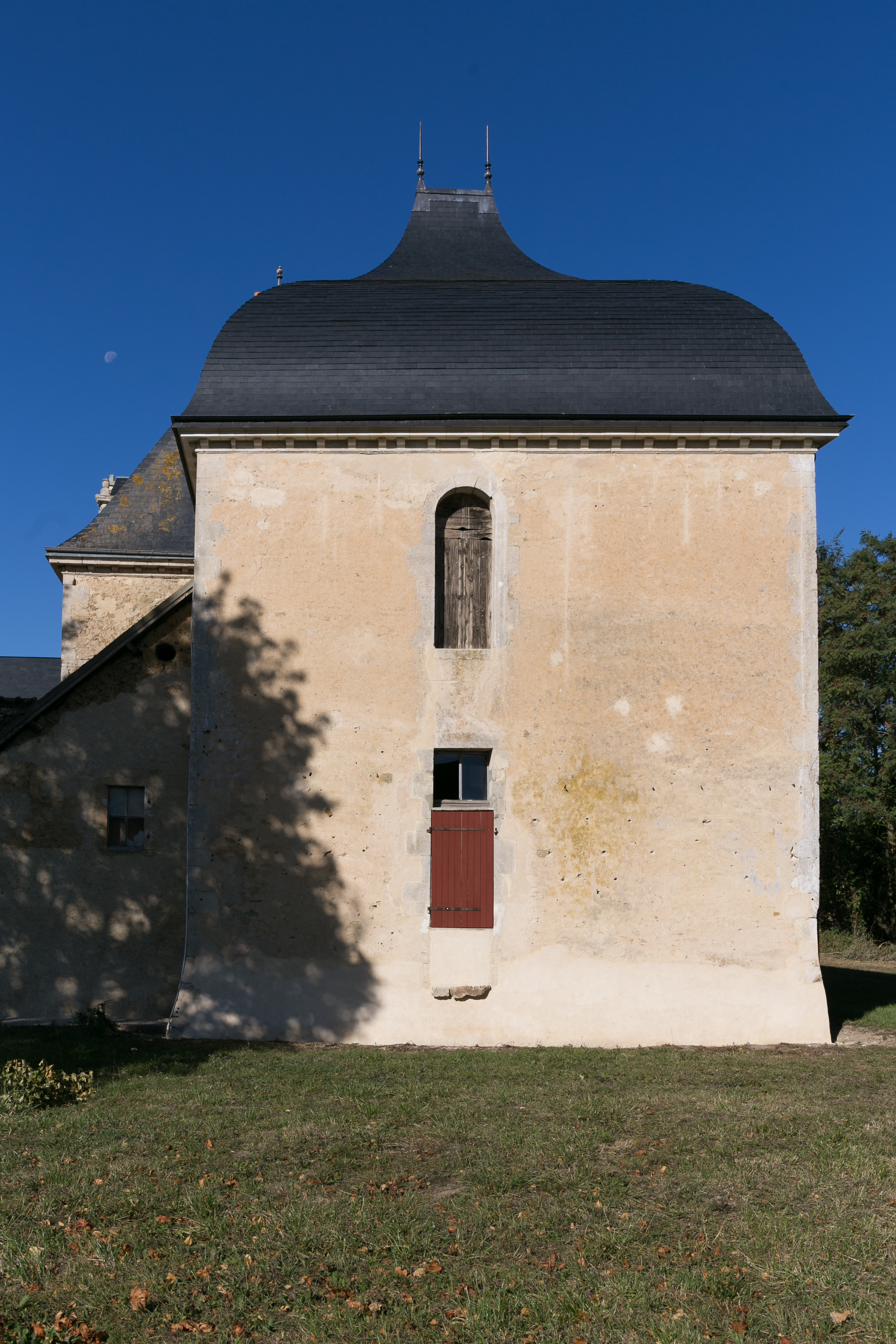
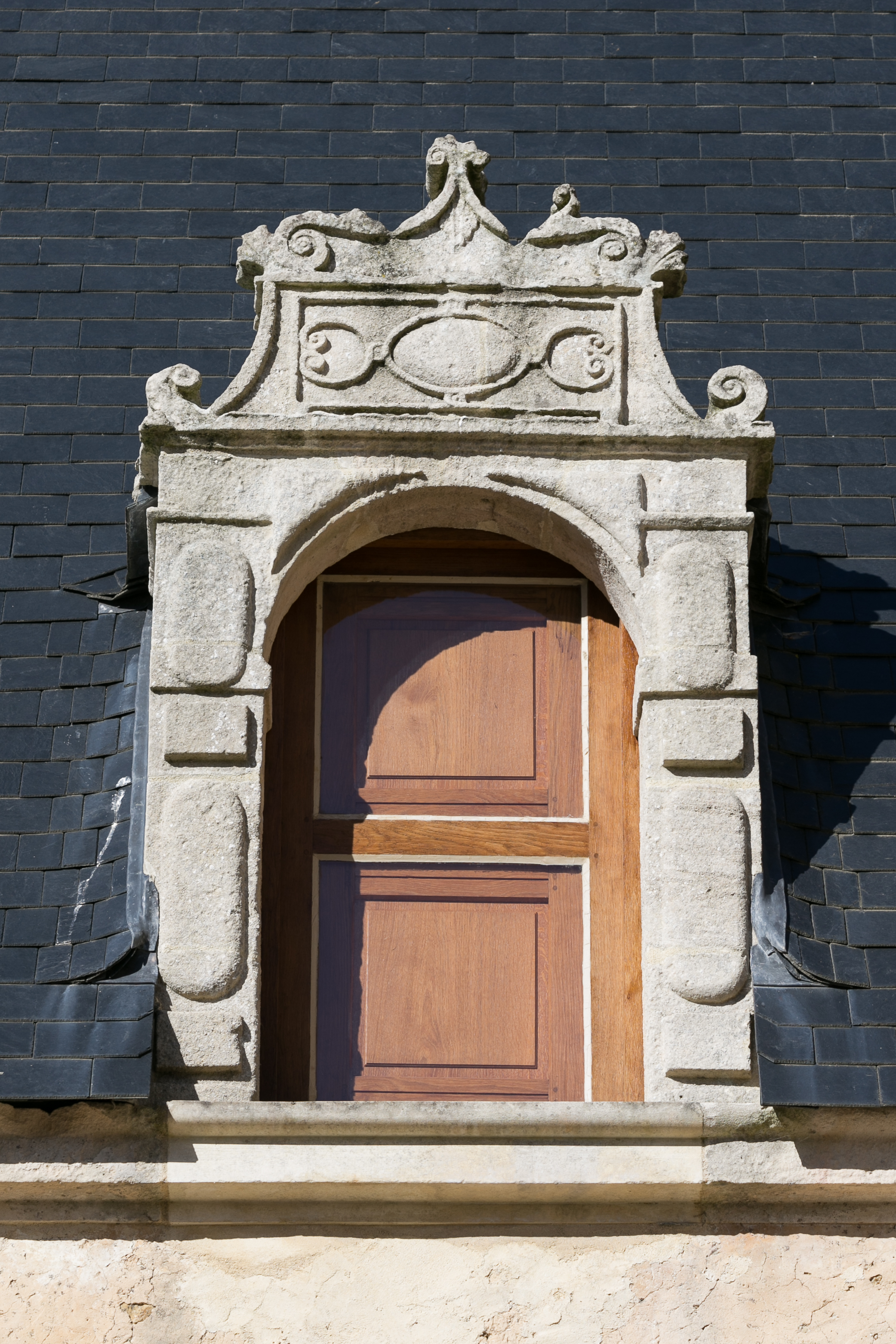
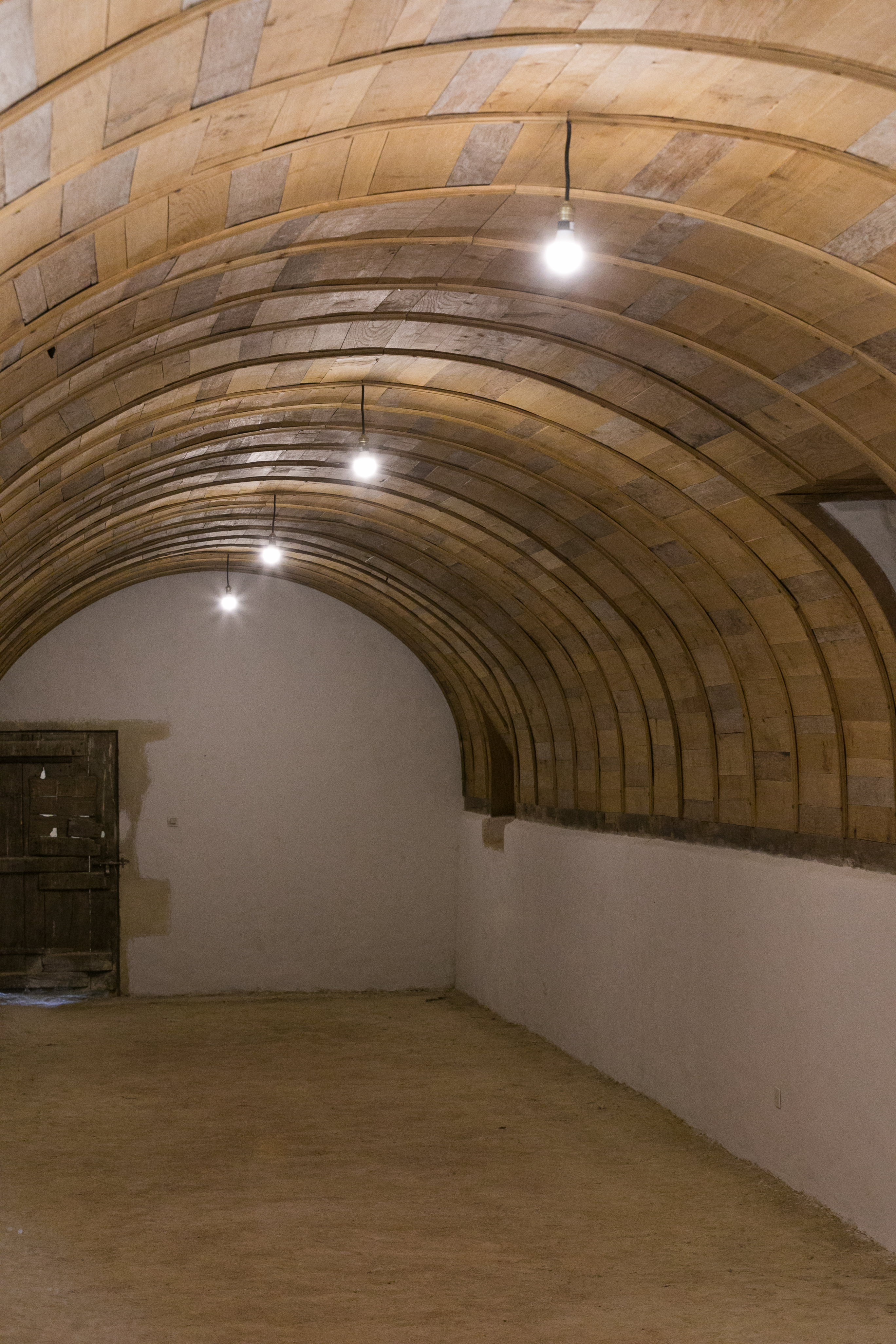

## Pour approfondir